# Kopparstrandlöpare
Kopparstrandlöpare (Bembidion bipunctatum) är en skalbaggsart som först beskrevs av Carl von Linné 1761.  Kopparstrandlöpare ingår i släktet Bembidion, och familjen jordlöpare. Arten är reproducerande i Sverige.